# Stallbacken

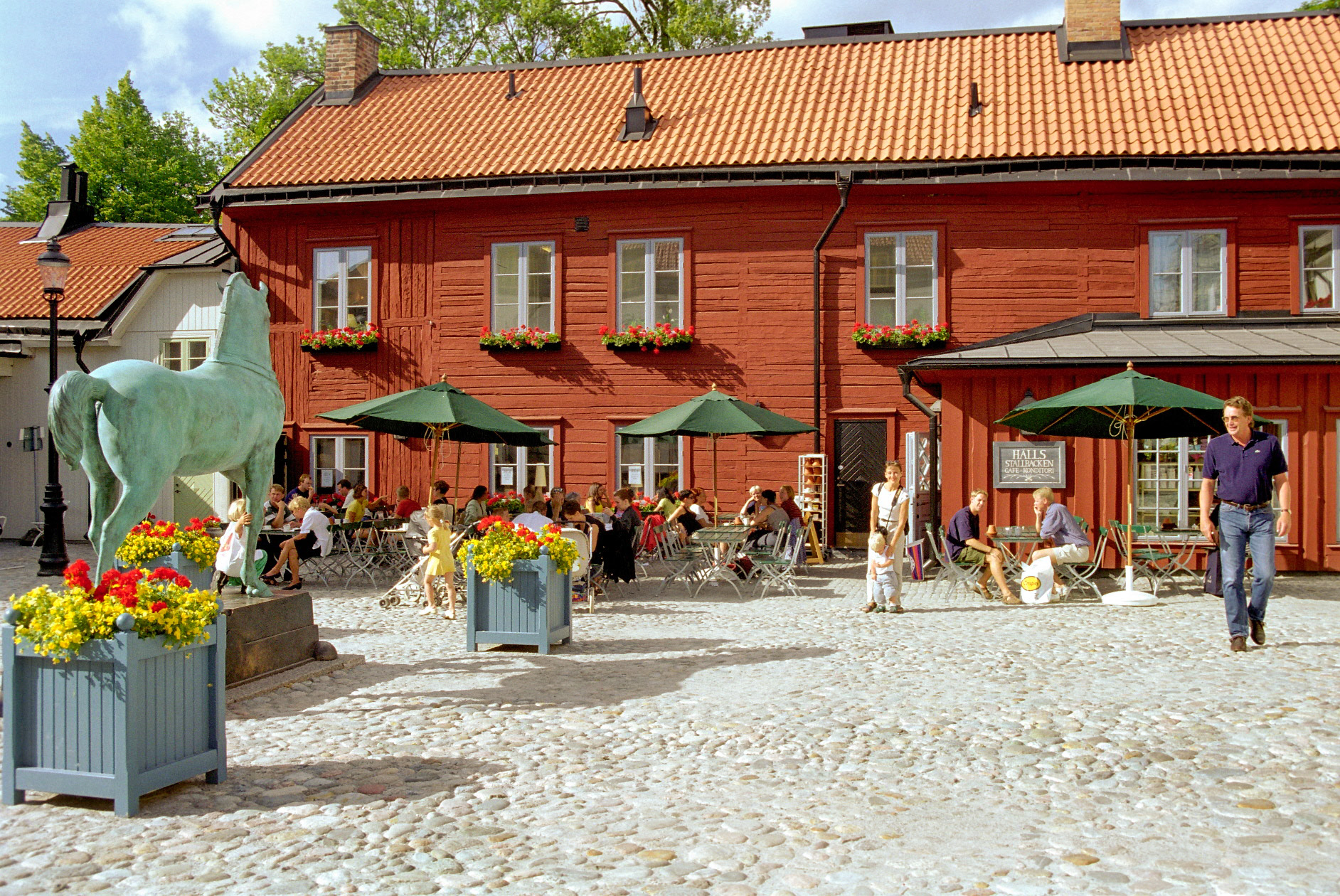
Stallbacken Örebro år 1997.

Stallbacken är ett torg i centrala Örebro. Det fick sitt nuvarande utseende i mitten av 1990-talet, när de omkringliggande husen renoverades och återställdes i gammal stil. På torget finns en populär uteservering på sommaren. Torget är öppet mot Stortorget.
Mitt på torget finns en bronsstaty föreställande en av de Bysantinska hästarna, gjuten på Herman Bergmans konstgjuteri i Stockholm 1997. Denna häst erinrar om att det i kvarteret funnits en skjutsstation och ett hyrkuskverk.